# Campionato greco di pallacanestro
Il campionato greco di pallacanestro è l'insieme delle competizioni cestistiche organizzate dalla Hellenic Basketball Federation. Nato nel 1927 solo per la pallacanestro maschile, ha aperto le porte ai tornei femminili nel 1968.
In ambito maschile il campionato è professionistico nelle prime divisioni, le quali vengono organizzate dall'associazione dei club, la Hellenic Basketball Association (HEBA).

## Struttura

### Campionato maschile
- Campionati nazionali professionistici

1. A1 Ethniki (HEBA)
2. A2 Ethniki (EOK)
- Campionati nazionali non professionistici

3. B Ethniki
4. C Ethniki
- Campionati regionali non professionistici

### Campionato femminile
- Campionati nazionali

1. A1 Ethniki Gynaikon
2. A2 Ethniki Gynaikon
- Campionati regionali

## Campionato maschile
Il campionato greco maschile è nato nel 1927. Fino al 1963 non esisteva però alcun torneo nazionale: le squadre, infatti, prendevano parte a campionati distrettuali, le vincitrici dei quali, sul finire della stagione disputavano una fase finale che decideva il campione di Grecia.
All'inizio della stagione 1963-1964 viene fondata la A Ethniki, primo torneo cestistico professionistico in Grecia. Nel 1986 la A Ethniki prende la sua struttura attuale, separandosi in due serie differenti, la A1 Ethniki e la neonata seconda divisione professionistica, la A2 Ethniki. Attualmente la lega A1 è costituita di 14 squadre, mentre la A2 di 14.
Dal 1992 l'organizzazione delle prime divisioni passa dalla HBF alla Hellenic Basketball Association (HEBA).
La terza serie prende il nome di B Ethniki mentre la quarta quello di C Ethniki. Entrambe sono divisioni non professionistiche.
I campionati inferiori non sono gestiti a livello nazionale, ma a livello distrettuale, e sono anch'essi non professionistici.

## Campionato femminile
Il campionato greco femminile è nato nel 1968, con la formazione della prima divisione, la Panellinio Protathlima. A partire dal 1984 la prima divisione ha preso il nome di A Ethniki Gynaikon. Dal 1997, infine, con la nascita della seconda serie, la A2 Ethniki Gynaikon, la massima serie si chiama A1 Ethniki Gynaikon.